# Фальборк, Генрих Адольфович
Генрих Адольфович Фальборк (1864—1942) — российский статистик, педагог, публицист и переводчик, видный общественный деятель в области народного образования и общественно-педагогического движения в Российской империи; автор ряда научно-публицистических трудов, в числе которых статья «Начальное народное образование» в Энциклопедическом словаре Брокгауза и Ефрона.

## Биография
Генрих Фальборк родился в 1864 году; происходил из дворян Подольской губернии. Учился на математическом отделении физико-математического факультета Императорского Санкт-Петербургского университета; специально занимался статистикой у профессора Ю. Э. Янсона. Во время студенчества работал в воскресных школах Санкт-Петербурга и сотрудничал в иностранных журналах по вопросам педагогики и философии. 
В 1886 году Генрих Адольфович Фальборк стал членом Санкт-Петербургского комитета грамотности, принадлежа к содействовавшей его обновлению «молодой группе». 
В 1887 году Г. А. Фальборк был вынужден уехать из Петербурга и прожил до 1890 года во Владимире, где поднял вопрос об открытии народных библиотек; совершил путешествие по Центральной и Северной России в качестве офени. В 1891 году он возвратился в столицу. 
В последующей литературной и общественной деятельности Фальборк постоянно шел рука об руку с Владимиром Ивановичем Чарнолуским; их имена часто появлялись вместе. В 1891 году Фальборк представил в Императорское Вольное экономическое общество доклад о голоде в России, который в «Трудах ВЭО» смог появиться только в сокращенном цензурой виде. Летом 1892 года он совершил пешее путешествие по неурожайным губерниям. 
Генрих Адольфович Фальборк прочёл ряд докладов по школьному и внешкольному образованию в Петербургском комитете грамотности. Состоял до самого закрытия комитета товарищем (заместителем) председателя последнего и председателем издательской комиссии. По его инициативе был поднят вопрос об открытии народных библиотек, возбужденный обращениями комитета во всех губернских и уездных земских собраниях и на волостных сходах Европейской России. 
Фальборк Г. А. был также членом «Союза взаимопомощи русских писателей» и во время его закрытия состоял председателем ревизионной комиссии. Принимал активное участие в «Невском обществе народных развлечений». 
Генрих Адольфович Фальборк размещал свои статьи в «Русском богатстве», «Русских ведомостях», «Северном вестнике», «Вестнике воспитания»; состоял постоянным сотрудником журнала «Хозяин» по земским вопросам. 
Вместе с Чарнолуским написал «Народное образование в России» (СПб., 1899) и «Настольную книгу по народному образованию» (3 тома); вместе с ним редактировал производимое ИВЭО «первое подробное исследование народного образования во всей России», которое было издано под заголовком «Начальное народное образование в России». Под редакцией Фальборка и Чарнолуского были переведены на русский язык сочинения по статистике, народному образованию и философии Майра, Левассера, Гюно, Смита и других известных авторов. 
С 1911 по 1917 год под его редакцией выходила русскоязычная газета «Школа и жизнь».
В 1917 переезжает в Абхазию, где в 1922 был одним из вдохновителей и организаторов АБНО (Абхазского научного общества), которое возглавлял с 6 августа 1922 г. по 27 января 1923 г. После 1923 работал в структуре ССР Абхазии.
Генрих Адольфович Фальборк умер в 1942 году.